# Simon Cukier
 (novembre 2023).
Pour les articles homonymes, voir Cukier.
Simon Cukier, dit Alfred Grant, né le 28 avril 1910 (11 mai dans le calendrier grégorien) à Radom et mort en 1987 à Paris, est une figure de la résistance juive pendant la Seconde Guerre mondiale.
Cadre de la Main d’œuvre immigrée désigné par le signe MOI puis – FTP-MOI, dirigeant de son mouvement « Solidarité », il participe activement à la lutte armée. Secrétaire général du Secours rouge international devenu le Secours populaire, il fonde le Mouvement national contre le racisme (MNCR) dont les membres rescapés devinrent fondateurs du MRAP. Chargé de la reconstitution de l’Union des sociétés juives de France (USJF), il fonde l'Union des juifs pour la résistance et l'entraide (UJRE) ; il en est le secrétaire général et administre à ce titre le dispensaire « L'Aide médicale », sis au 14 rue de Paradis à Paris, cofondateur avec Cécile Cerf de la Commission centrale de l'enfance (CCE) pour la prise en charge des orphelins juifs. Président cofondateur de l'Amicale des juifs anciens résistants (AJAR) et de 1972 à 1985, il sera également administrateur du Musée de la Résistance à Ivry-sur-Seine (aujourd’hui à Champigny-sur-Marne).

## Biographie

### Jeunesse et débuts
Simon Cukier naît à Radom (Pologne) le 11 mai 1910. La famille compte 12 enfants. Il est l’aîné des 6 enfants de la seconde épouse de son père, sœur cadette de la première épouse décédée. Ce mariage, fondé sur un principe religieux, mal accepté par Malka, la mère, qui ne s’en cache pas à ses enfants, eût pour effet de créer chez ceux-ci un profond rejet de l’injustice et de forts doutes au niveau de leurs convictions religieuses. Bien qu’entourés d’une famille très impliquée dans la religion juive (le père est sacrificateur, deux des oncles sont rabbins), ils devinrent athées et contestataires, anti-sionistes et sensibles aux idées révolutionnaires. Ce début dans la vie allait marquer tout le parcours de Simon Cukier, futur militant syndical, communiste, résistant et acharné à créer les conditions pour développer la notion de « solidarité » comme atout du peuple juif pour se défendre contre les agressions antisémites, contre le capitalisme. Il choisit deux armes pour établir son pouvoir de conviction : le militantisme sans faille tout au long de sa vie, la revendication de l’existence d’un peuple juif non par le seul biais de la religion mais par sa culture, ses modes de pensée, sa force d’implication dans les responsabilités civiles pour ne plus subir les violences.
Après un baccalauréat polonais obtenu en 1929, il part en France, à Nancy, invité par deux de ses frères aînés. Il étudie à « l'institut dentaire de la faculté de médecine» mais à la fin de ses études son activisme syndical estudiantin le fait renvoyer de l’imprimerie Berger-Levrault, où il travaille pour compléter la bourse envoyée par ses parents. Il est expulsé de la ville par la police.
Dès 1930, il adhère au Parti communiste français. Il se rend à Roanne où il travaille comme ouvrier du textile puis à Paris en octobre 1932, dans la même corporation. En 1933, il rencontre Fejga Arynski dans un meeting de la CGT. Elle allait devenir la compagne de toute sa vie (immigrés clandestins, ils ne se marièrent jamais officiellement). Ils eurent 4 enfants dont l’un décéda très jeune (Charles), puis 2 filles. La première (Sylvie) en 1940 naît durant la « drôle de guerre », la seconde en 1942 (Monique), alors qu’ils étaient très impliqués dans la résistance, enfin, un fils (Michel) en 1945 alors que Fejga était encore invalide, après avoir été gravement blessée lors d’une mission. Elle était alors passeuse de documents. Elle sera élevée au grade de chevalier de la Légion d'honneur, décorée de la médaille militaire avec palmes et médaillée de la Résistance.
En 1934, Simon Cukier est engagé comme agent de publicité au quotidien communiste en langue yiddish : la Naïe Presse (la Presse nouvelle). En 1935, il devient secrétaire général de l'organisation mutualiste « Arbeter Orden » (Ordre ouvrier), fondée par des ouvriers progressistes en milieu d'immigrés juifs. Cette organisation avait pour programme l'aide sociale et mutuelle au moment où les ouvriers juifs immigrés étaient dépourvus de toute couverture sociale légale. Furent alors ouverts : une caisse d'épargne sans intérêts, un poste de secours médical tandis que des conventions furent signées avec des médecins. Furent aussi instaurés une consultation juridique gratuite et des patronages laïcs.
À la suite de la victoire du Front populaire, un nouvel élan porta le nombre de sociétés de secours mutuel à 30 tandis que s’ouvrait un grand dispensaire « l’aide médicale » (il existera jusque dans les années 1990). Simon Cukier en devint le directeur. Parallèlement, entre 1932 et 1938, il remplit les fonctions de secrétaire général du Secours Rouge International (devenu le Secours populaire en 1936) et des Patronatis qui avaient pour mission de venir en aide aux immigrés politiques là où sévissaient des régimes autoritaires (Pologne, Roumanie, Pays baltes…).
Il s'agissait aussi de sensibiliser l'opinion juive et non-juive des risques encourus en raison de l'existence de ces régimes. Le combat se porta aussi contre l'esprit de ghetto qui enfermait la problématique juive dans une impasse[pas clair]. Un autre combat concerna le statut juridique des immigrés dénonçant notamment les répressions administratives. Ceci se fit en concertation avec divers organismes considérés « de gauche » comme la Ligue des droits de l'homme.
En accueillant des réfugiés allemands se renforça la possibilité de dénoncer le péril nazi par des faits. S’inscrivant dans cette logique, les organismes auxquels collaborait Simon Cukier, soutinrent l’Espagne républicaine et les Brigades internationales (où s’engagea son frère Léon, mort en 1936).
Engagé volontaire en 1939, Simon Cukier fut versé à la Légion étrangère puis renvoyé dans ses foyers la même année. Il reprend la direction du dispensaire jusqu'en mai 1941, date à laquelle l'institution se saborde, refusant d'intégrer l'organisme collaborationniste Union générale des israélites de France (UGIF) placée sous la mainmise des hommes à la croix gammée.

### Seconde Guerre mondiale

#### Clandestinité: Alfred Grant
Apprenant l'existence d’un pacte de non-agression germano-soviétique et la participation des troupes de Staline à l'invasion de la Pologne, conjointement avec les nazis, le gouvernement Daladier interdit en septembre 1939 le Parti communiste français (PCF), ses organes de presse et syndicats. Dès cette date, Simon Cukier entre dans la clandestinité ainsi que nombre de juifs immigrés militant au PCF.
Durant la « drôle de guerre », il participe aux activités clandestines des progressistes juifs sous couvert de l’Arbeten Orden et du Dispensaire, transformé en poste de défense passive et se procure de vrai-faux papiers allemands au nom d'Alfred Grant, un commis-voyageur. Cette vraie fausse identité lui collera à la peau très longtemps, des décennies après la fin de la Seconde Guerre mondiale, ses camarades continueront à l'appeler par son nom de guerre.

#### Occupation et Résistance
Un mois après l'occupation de Paris (juin 1940), il intègre un mouvement clandestin de « progressistes juifs » afin de combattre le nazisme en d’autres conditions ; il s’agissait alors de répondre à l’appel à résistance de Jacques Duclos du 10 juillet 1940. Naïe Presse reprend sa parution sous forme clandestine, intitulée « Notre Parole ». Dès septembre 1940, il prend la direction de la Main-d'œuvre immigrée (MOI) au sein de laquelle les structures progressistes juives d'avant-guerre se fédèrent sous le nom de « Solidarité » : celle-ci constitua l'une des 14 branches de la MOI, parmi laquelle la célèbre branche de Missak Manouchian dite de l'Affiche rouge (parmi les 23 fusillés de l'Affiche rouge, 5 faisaient partie de la branche armée de Solidarité, avant que les MOI, ne deviennent Francs-tireurs et partisans - Main-d'œuvre immigrée (FTP-MOI). Solidarité se constitue sur la base de son organisation précédant la guerre, à savoir par arrondissement parisien, avec une antenne à Lyon.
Après la rafle du Vél d'Hiv (16 juillet 1942), le centre de l’organisation fut installé à Lyon avec plusieurs ramifications dans diverses villes de France ; elle prit le nom d'Union des juifs pour la résistance et l'entraide (UJRE). Simon Cukier fit partie du triumvirat de direction. Il fut plus particulièrement chargé de l'organisation parisienne, puis de ses imprimeries, puis du « Travail allemand » (TA) diffusant de la littérature de propagande antinazie en allemand auprès de la Wehrmacht et enfin du Mouvement national contre le racisme (MNCR) dont les membres rescapés devinrent fondateurs du MRAP). Le MNCR avait pour tâche de diffuser une propagande antiraciste auprès de la population non juive sous la forme d'un journal intitulé J’accuse. Une autre mission était de sauver des enfants juifs « par tous les moyens » (y compris la lutte armée), grâce surtout à l'aide de la population non-juive (cette action allait se poursuivre après la guerre en faveur des juifs orphelins).
Le 12 novembre 1943, à la suite de l'attaque ratée de convoyeurs de fonds allemands avec ses camarades Rino Della Negra et Robert Witchitz, Simon Cukier se réfugie chez un résistant français mais il est arrêté par la police de Vichy et emprisonné à la Santé. Un juge qui comprit que le commis-voyageur allemand Alfred Grant qu’il avait en face de lui était en fait un membre important de la résistance et juif de surcroît, décide de le protéger en le faisant passer pour un prisonnier de droit commun et incarcérer pour faits de marché noir. Ce n’est qu’en avril 1944, sur dénonciation et recoupements, que la Gestapo met enfin la main sur Alfred Grant qu’elle piste sans relâche depuis juin 1941. En effet, alertée par des membres de l’Union générale des israélites de France (UGIF), la Gestapo sait qu’Alfred Grant dirige un mouvement de juifs armés qui refusent de se faire enregistrer et appelle à la résistance. Alfred Grant changeant de planque tous les deux jours, la Gestapo ne parvenait pas à le pister. Il est déplacé dans le quartier des prisonniers politiques et torturé.
Dans son manuscrit sur l’analyse de l'action de l’UGIF, intitulé Nous n’irons pas comme des moutons à l'abattoir, il revient sur son incroyable libération où il note en particulier comment jusqu'au bout l'organisation livra ou ne protégea pas des enfants juifs sous sa responsabilité, dont le dernier convoi allemand vers les camps nazis emportant 400 enfants juifs le 31 juillet 1944 et ceux dont on ne retrouva jamais la trace. C'est cette nécessité logistique de faire partir ce convoi « à la date prévue » qui sauva Simon Cukier de la déportation : en attente à la prison des Tourelles, les Allemands ne purent faire partir son convoi le 13 juillet 1944, en raison du bombardement par les Alliés de la gare de Vaires-sur-Marne. Aussi, fut-il ré-emprisonné à la Santé.

#### Libération
Il est libéré par les FTP le 17 août 1944 et reprend sa place à la tête de l’organisation juive de résistance devenue légale et fut nommé comme son représentant auprès du Comité Général de Défense, organisme unitaire de la communauté juive chargé de soigner les plaies causées par la guerre et l’occupation.
Il participe à la constitution de la compagnie Rayman, constituée de juifs survivants, intégrée à la section étrangère des FFI et qui fut lancée aux trousses des troupes allemandes à partir de la caserne de Reuilly à Paris. Le discours qu'il prononça à l'invitation du commandant Olivier résonna longtemps aux oreilles des soldats français et juifs présents ce jour-là :

« Camarades, au nom de la direction du mouvement de résistance juive nous venons vous saluer, soldats juifs de l'armée nouvelle. Quand vous partirez pour le front, en chantant La Marseillaise ayez devant votre regard les images de l'horreur et du martyre. Souvenez-vous que dans chacune de vos balles est placée une charge de haine pour les meurtriers nazis. Chacune de vos grenades possédera la force explosive de vos malédictions contre les assassins hitlériens. Mort aux nazis ! Il faut constamment vous répéter ce cri. Il n'y a pas de place dans ce monde pour nous et pour eux. Ou bien nous, ou bien eux. Durant de longues années, nous avons souffert. Nous avons repoussé l'ennemi. Le jour est venu de l'anéantir, de l'extirper avec sa racine. Votre but de guerre est le total anéantissement de la bête meurtrière. Étranglez-la. Dans vos veines coule le sang des maccabéens, de Bar Kochba, de Hirsh Lekert, de Botvin, des soldats des brigades internationales d'Espagne. Vous portez le nom glorieux de Marcel Rayman. Vous êtes une fraction de cette humanité combattante qui mettra fin aux ères de persécution, d'oppression, de racisme, d'antisémitisme, de xénophobie. Que la pointe de votre baïonnette soit dirigée contre l'ennemi, contre le fascisme. Mort au fascisme ! Vive la Liberté. »

Simultanément, il est chargé de la reconstitution de l'Union des sociétés juives de France (USJF). Il en est le secrétaire général et administre à ce titre le dispensaire « L'Aide médicale », sis au 14 rue de Paradis à Paris, au côté de l’imprimerie de la Naïe Presse dont il fera partie du comité de rédaction. Le dispensaire gère aussi une caisse de prêts sans intérêts grâce aux dons des sociétaires, une mutuelle médicale, des colonies de vacances pour enfants juifs (via l’Union des juifs pour la résistance et l'entraide - UJRE) ; elle développe une activité culturelle importante en yiddish et en français ; elle participe à toutes les actions contre le renouveau du racisme, contre le réarmement de l’Allemagne, contre la résurgence du nazisme. Elle milite pour le droit aux juifs de se reconnaître dans un État : le futur État d'Israël.

### Après-guerre
À l’issue de la Seconde Guerre mondiale, la totalité de sa famille en Pologne a été exterminée ; seuls 3 de ses frères immigrés aux États-Unis en 1933 ont survécu. Simon Cukier décide de ne pas les rejoindre aux États-Unis et de rester en France avec sa famille. Il est naturalisé français, promu commandeur de la Légion d'honneur, reçoit la croix de guerre avec palmes et est médaillé de la Résistance.
En 1962, il devient président cofondateur de l’Amicale des juifs anciens Résistants (AJAR).
De 1972 à 1985, il est administrateur du Musée de la Résistance nationale à Ivry-sur-Seine (aujourd'hui à Champigny-sur-Marne).
Il meurt en juin 1987.

## Publications
Il écrit plusieurs ouvrages sur ses activités de résistant :
- Paris ville de front

en yiddish, manuscrit déposé aux Archives nationales
- Nous n'irons pas comme des moutons à l'abattoir (manuscrit)
- Simon Cukier, Dominique Decèze, David Diamant et Michel Grojnowski, Juifs révolutionnaires, une page du Yidishland en France, Éditions Messidor, 1987
- (avec David Diamant), Histoire de la Résistance juive en France, L'Harmattan, 1993.